# كلير كوبر
كلير كوبر (بالإنجليزية: Clair Cooper)‏ هي عارضة بريطانية، ولدت في 11 يوليو 1982 في كارلسروه في ألمانيا.